# 手形割引
手形割引（てがたわりびき）とは、満期前の手形を第三者へ裏書譲渡し、満期日までの利息に相当する額や手数料を差し引いた金額で換金することである。

## 概要
手形割引は略して割引とも呼ばれる。手形を裏書譲渡する側を割引依頼人、手形を割引いて代金を支払う側を割引人、割引かれた手形のことを割引手形と言う。
通常、割引人は金融機関（銀行）で、割引依頼人はその手形割引について取引する銀行と銀行取引約定書を締結している者（融資取引のある者）である。金融機関は、割引された手形代金を割引依頼人の当座預金/普通預金へと入金する。当然、満期日まで待って手形の振出人に支払いを請求する場合に比べて受け取る金額は少なくなるが、即時に現金化したい場合によく用いられる。
ノンバンク(貸金業者)による手形割引サービス(手形買取と呼称している場合もある)も存在する。
なお、銀行は銀行取引約款書に買戻し特約を設けている。これにより、割引人（銀行）は、手形の満期に支払を拒絶されたり、手形振出人の信用状態が極度に悪化したため支払が不確実になった場合でなければ手形所持人が裏書人に対して代わりに支払をなすよう請求すること（遡求という）はできない。一方で、割引依頼人の信用状態が悪化した場合には、たとえ満期日前であったり手形の支払が不確実になったといえなかったりしても、割引依頼人には割引手形を買い戻す義務が生じる。多くの場合、銀行はこれによって生じた債権と割引依頼人が有する預金債権を相殺することで債権を回収する。

## 貸借対照表上の処理
手形割引を実行した場合の貸借対照表上の処理は2通り。
1. 割り引いた手形金額を受取手形の残高から減額し、欄外に注記として「受取手形割引高」を付記する（本則）。現行の金融商品に係る会計基準により、手形割引または裏書譲渡を実行した時点で手形の消滅を認識すると規定されているためである。
2. 割り引いた手形金額を受取手形の残高から減額せず、流動負債に勘定科目「割引手形」を計上する。割引した手形の期日が1年以上先であっても、流動負債とすることが多い。但し、現行会計基準により割引または裏書譲渡を実行した時点で手形の消滅を認識し負債とは扱わないため、受取手形残高を減額せず負債として「割引手形」を計上する処理は現在はあまり一般的ではなくなっている。

銀行などで手形割引を実行した場合の費用は手形割引料と言い、経理上「手形売却損」として損金処理する。
平成13年3月期から、「金融商品に係る会計基準」により「受取手形はその割引又は裏書譲渡時に消滅を認識する」と改正され、手形の割引又は裏書譲渡は実質的に手形の売却であると規定された。
手形割引料は、改定以前には実質的に手形を担保とした借入れの利息に当たるとみなされており「支払利息割引料」という勘定科目が使われていたが、改正により勘定科目も「手形売却損」へ改められた。改正以前には「支払利息割引料」は利息と同様に、割引いた手形の満期日までの日数によって日割り計算して期間配分し、満期日が当期の決算日以後の場合には翌期の分は利息の前払いとして計上しなければならなかったが、改正後は、手形を割引いた日付で「手形売却損」を一時の損失として全額計上する処理に改められ、手形割引料を利息として扱うことや期間配分する処理は認められなくなっている。（金融商品会計に関する実務指針34）

## コマーシャルペーパー
コマーシャルペーパー（英: Commercial Paper; CP）は、ある程度の信用力を有する大企業がオープン市場から短期資金を調達するために発行する無担保の割引約束手形。額面金額は1億円以上とされていて、証券会社や金融機関が発行を引き受けて投資家に販売される。社債に似ているが、社債の償還期間は1年以上なのに対し、CPは通常1年未満で、金利は発行する企業の信用力で決まる。
法的な定義は、「法人が事業に必要な資金を調達するために発行する約束手形のうち」（金融商品取引法第2条第1項第15号）、「当該法人の委任によりその支払いを行う…（中略）…金融機関が交付した『CP』の文字が印刷された用紙を使用して発行するもの」（金融商品取引法第2条に規定する定義に関する内閣府令（平成5年大蔵省令第14号） 第2条）である。
日本では1987年（昭和62年）11月に取引市場が開設され、日本銀行が行う公開市場操作の対象とされることもしばしばある。そのためCP市場の実勢金利は、譲渡性預金(CD)、短期国債(TB)のそれなどとともに、短期金利の目安として用いられることがある。当初は発行要件について期間・額面・発行企業など、さまざまな規制が設けられていたが、現在ではなくなっている。
2020年3月17日に米連邦準備理事会（FRB）は、新型コロナウイルスによる先行き不安で悪化した企業の資金繰りを支援するため、CPを買い入れる緊急措置を発動すると発表した。金融危機時だった2008年に発動し、2010年に同制度を廃止したが復活を決め、「FRBの信用供与は家計や企業、雇用を支えるものになるとしている」とした。
2020年4月27日に日本銀行は、企業の資金繰り支援のため、CP買い入れの上限額を従来の約3倍に増加すると発表した。コマーシャルペーパー（CP）および社債の購入上限額は計20兆円となる。